# Barwiny
Barwiny (niem. Barwienen, prus. Bērwins) – osada w Polsce, w województwie warmińsko-mazurskim, w powiecie olsztyńskim, w gminie Gietrzwałd. Osada znajduje się w historycznym regionie Warmia.

## Nazwa
12 lutego 1948 r. ustalono urzędową polską nazwę miejscowości – Barwiny, określając drugi przypadek jako Barwin, a przymiotnik – barwiński.

## Podział administracyjny
W 1973 roku, jako niezamieszkany przysiółek, Barwiny należały do powiatu morąskiego, gmina i poczta Małdyty.
W latach 1975–1998 miejscowość należała administracyjnie do województwa olsztyńskiego.